# Apeadero Oro Verde
Apeadero Oro Verde es la estación de ferrocarril de la localidad homónima, Provincia de Entre Ríos, República Argentina. Actualmente se encuentra fuera de servicio.

## Servicios
Durante el gobierno justicialista de Carlos Menem, los ramales de Entre Ríos fueron abandonados. En 2002 el gobernador Sergio Montiel reacondiciona y pone en marcha los primeros ramales de la provincia. A partir de marzo de 2010, el tren volvió a unir Concepción del Uruguay y Paraná pasando por 24 localidades entrerrianas. El servicio cuenta con dos frecuencias semanales.
El 19 de diciembre de 2009 se realizó un viaje de prueba en la Estación del Ferrocarril de la ciudad, con la presencia del Gobernador de la provincia Sergio Urribarri. 
Fue la primera vez en 18 años que vuelve a pasar el tren en el Apeadero Oro Verde. En 2016 por decisión del nuevo  Ministro de transporte, Guillermo Dietrich, todos los ramales de Entre Ríos fueron cancelándose, primero los servicios locales de Paraná, fueron suspendidos en enero de 2016, el tren Paraná – Concepción del Uruguay, suspendido en febrero de ese año, y el servicio Basavilbaso – Villaguay, que dejó de circular en abril de 2016.

## Historia
El 30 de junio de 1875 se habilitó la conexión ferroviaria a través de la línea que luego se integraría en el Ferrocarril General Urquiza con las ciudades de Paraná, Nogoyá y Rosario del Tala.